# Andrena dolini
Andrena dolini är en biart som beskrevs av Osytshnjuk 1979. Andrena dolini ingår i släktet sandbin, och familjen grävbin. Inga underarter finns listade i Catalogue of Life.